# Cabottragopan
Der Cabottragopan (Tragopan caboti) ist eine Art aus der Familie der Fasanenartigen. Er ist in Ostasien beheimatet und kommt östlich von den Schwesterarten Temmincktragopan und Schwarzkopftragopan vor. Es werden zwei Unterarten anerkannt.

## Erscheinungsbild

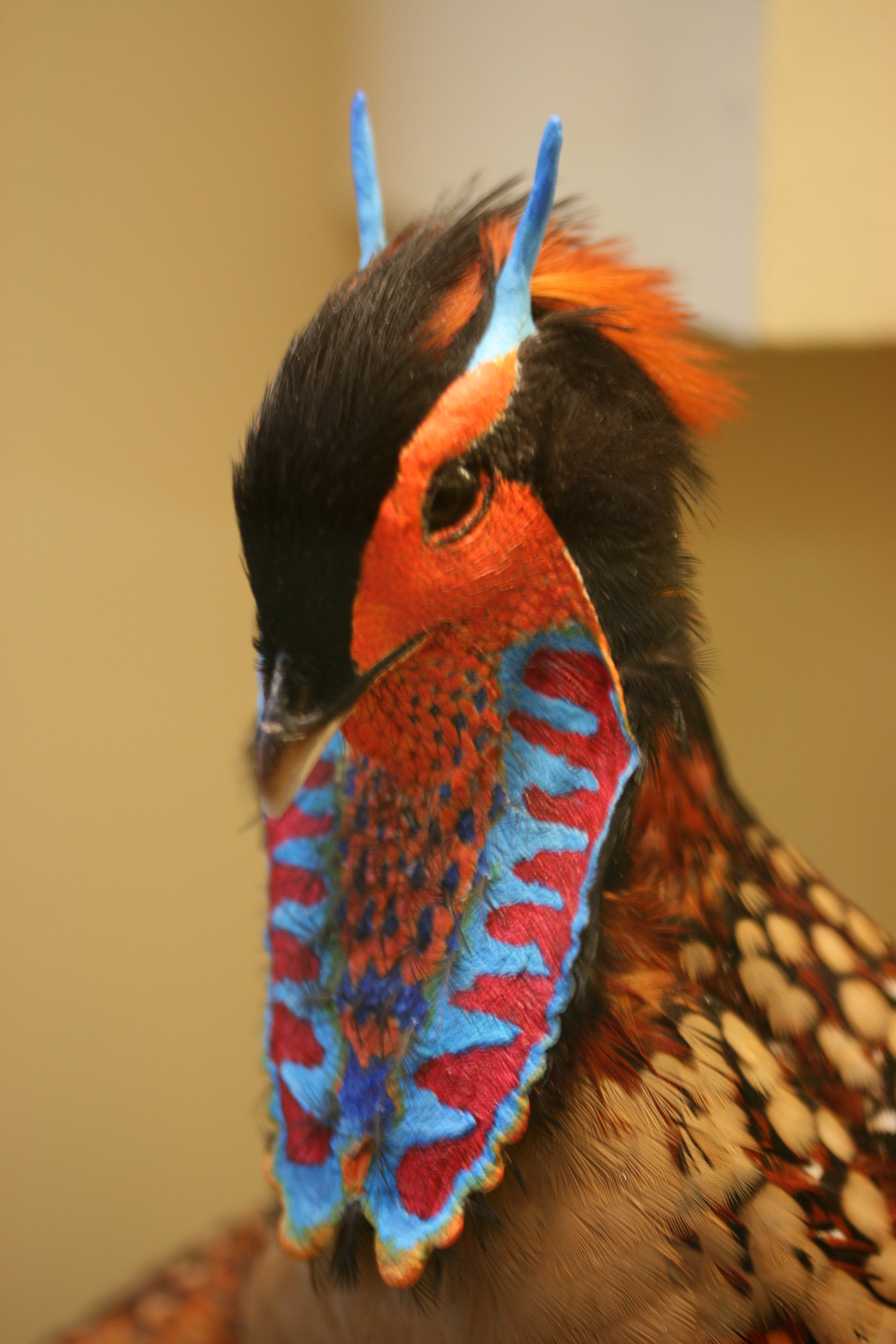
Kopf eines männlichen Cabottragopans

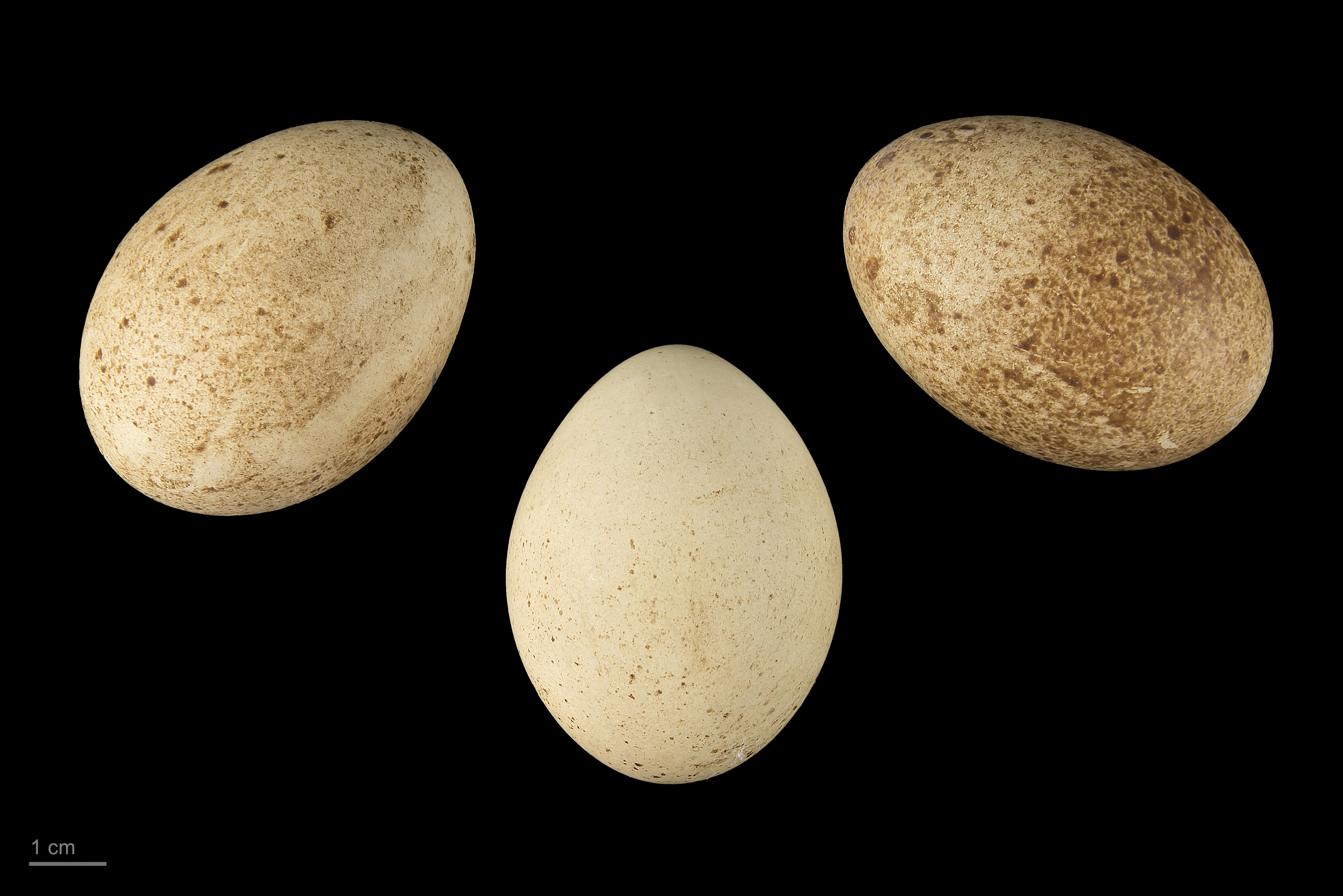
Eier des Cabottragopans

Die Männchen erreichen eine Körpergröße von etwa 61 Zentimetern und wiegen durchschnittlich 1,4 Kilogramm. Die Weibchen sind kleiner und erreichen eine Körpergröße von 50 Zentimetern. Sie wiegen durchschnittlich 900 Gramm. Der Körperbau ist stämmig, der Schwanz ist kurz. Beim ausgewachsenen Männchen sind die Kopfseiten, der Nacken und die unbefiederten Teile des Kopfs orangegelb. Das vollständige Adultgefieder wird im zweiten Lebensjahr ausgebildet. Am Kopf tragen sie zu beiden Scheitelseiten durch Schwellkörper aufrichtbare Fleischzapfen, an der Kehle eine latzartige, dünn befiederte und leuchtend gefärbte, schwellfähige Haut. Der übrige Teil des Kopfes ist schwarz. Die Körperoberseite ist kastanienbraun mit großen hellen Flecken. Die Brust und der Unterbauch sind cremeweiß. Die Gefiederfarbe der Weibchen wird von Brauntönen dominiert.

## Verbreitung und Lebensraum
Der Cabottragopan kommt im Südosten Chinas vor. Das Verbreitungsgebiet reicht vom Nordosten Guangxis bis in den Norden Guangdongs und den Südosten Hunans, den Nordwesten Fujians und den Süden Zhejiangs. Die Population ist fragmentiert und kommt nur noch in isolierten, weitgehend unberührten Wäldern vor.
Der Lebensraum sind immergrüne Wälder und Mischwälder. Im Winter kommen die Tiere zwischen 800 und 1.000 Höhenmetern vor; im Sommer halten sie sich in Lagen von 800 bis 1.400 Metern auf.

## Lebensweise
Der Cabottragopan ernährt sich von Nüssen und den Samen einiger Bäume. Die Fortpflanzungszeit beginnt im März. Die Männchen bleiben zu Beginn der Fortpflanzungsperiode zunächst mit einem Weibchen zusammen. Sobald dieses brütet, vergesellschaften sich die Männchen mit anderen Männchen oder paaren sich erneut mit einem Weibchen.
Das Gelege umfasst drei bis fünf Eier. Das Weibchen kümmert sich alleine um den Nachwuchs.

## Belege

### Einzelbelege
1. ↑   Madge et al., S. 286